# Marka (ruisseau)
Pour les articles homonymes, voir Marka.
La Marka est un ruisseau de Belgique, affluent de la Mehaigne faisant partie du bassin versant de la Meuse. Elle coule en province de Namur et se jette dans la Mehaigne à Harlue. 